# 사리나 비흐만
사리나 비흐만흘로츠바흐(네덜란드어: Sarina Wiegman-Glotzbach, 1969년 10월 26일 ~ )는 네덜란드의 전직 여자 축구 선수 겸 현직 여자 축구 지도자로 현재 잉글랜드 여자 축구 국가대표팀의 감독으로 재직 중이며 선수 시절 포지션은 원래 중앙 미드필더였다가 훗날 수비수로 전향했다.

## 선수 시절

### 클럽
어린 시절 헤이그에서 축구를 시작해 6살 무렵에는 ESDO팀에 입단해 소년들과 축구를 즐겼으며 이후 헤이그 연고팀인 HSV 셀레리타스에 입단했다.
그리고 1987년부터 1988년까지 KFC '71 소속으로 활동하며 87년 여자 KNVB컵 우승을 경험했고 1989년에는 미국으로 건너가 노스캐롤라이나 대학교 채플힐 소속팀인 노스캐롤라이나 타 힐스에 입단하여 그 해 NCAA 디비전 1 여자 축구 선수권 대회 우승을 맛보았다.
그 뒤 1994년 고국인 네덜란드로 복귀하여 2003년 은퇴할 때까지 테르 레이더 소속으로 활약하며 네덜란드 여자 축구 리그 2회 우승, 2000-01 여자 KNVB컵 우승 등에 기여했다.

### 국가대표팀
1987년 네덜란드 여자 대표팀에 첫 발탁된 후 2001년까지 국제 A매치 통산 104경기 3골을 기록했고 특히 선수 생활 말년인 2001년 4월 9일 홈에서 열린 덴마크와의 친선 경기에서 네덜란드 여자 선수로는 처음으로 A매치 통산 100번째 경기에 출전하면서 센추리클럽에 가입하는 기염을 토했는데 이는 그로부터 2년 후인 2003년 3월 29일 A매치 100번째 경기에 출전한 네덜란드 남자 선수 프랑크 더 부르보다도 앞선 기록으로 남아 있지만 14년간 FIFA 여자 월드컵과 UEFA 유럽 여자 축구 선수권 대회, 하계 올림픽 본선과는 한번도 인연을 맺지 못했다.

## 지도자 경력

### 초기 커리어
선수 은퇴 후 2006년 친정팀인 테르 레이더의 감독으로 본격적인 지도자 커리어를 시작한 뒤 2006-07 시즌 동안 팀을 이끌며 네덜란드 여자 축구 리그 우승, 여자 KNVB컵 우승의 업적을 남기며 지도자 데뷔전을 성공적으로 마쳤다.
그 후 2007년 ADO 덴하흐의 감독을 맡아 부임 첫 해인 2007-08 에레디비시 프라우언 4위의 성적을 이끈 뒤 2008-09 시즌부터 2010-11 시즌까지는 3회 연속 리그에서 준우승만 차지하다가 2011-12 시즌 리그에서 창단 첫 우승을 이끌었고 여자 KNVB컵에서도 2010-11 시즌에는 창단 첫 4강 돌풍을 이끌더니 2011-12 시즌과 2012-13 시즌에 팀의 2연속 제패를 이끌며 지도자로서도 전성기를 구가했다.
그 후 2014년부터 2017년까지 네덜란드 여자 대표팀의 수석 코치를 역임했고 2016년에는 스파르타 로테르담 산하 2군팀인 용 스파르타 로테르담의 수석 코치를 맡으며 네덜란드 축구 역사상 최초로 남자 프로 축구 클럽을 역임한 여자 지도자가 되었다.

### 네덜란드 여자 A대표팀
2017년 1월 13일 네덜란드 여자 대표팀의 감독으로 취임하여 2021년까지 4년간 팀을 맡아 자국에서 열린 UEFA 여자 유로 2017에서 네덜란드 여자 대표팀의 사상 첫 메이저 대회 우승이자 자국 남자 대표팀의 유일한 메이저 대회 우승인 UEFA 유로 1988 이후 29년만의 유로 대회 우승을 선물했다.
그로부터 2년 후에 열린 2019년 FIFA 여자 월드컵에서도 네덜란드 여자 대표팀의 사상 첫 여자 월드컵 준우승이자 2010년 대회에서 준우승을 차지한 남자 대표팀 이후 9년만의 월드컵 준우승을 이끌었으며 2017년 더 베스트 FIFA 풋볼 어워드와 2020년 더 베스트 FIFA 풋볼 어워드에서 최우수 여자 감독으로 선정된 것은 물론 2017년 10월 25일에는 네덜란드 왕실로부터 여자 유로 2017 우승의 공을 인정받아 오라녜나사우 훈장 5등급을 수여받는 영예까지 안았다.

### 잉글랜드 여자 A대표팀
2021년 9월 필 네빌 전임 잉글랜드 여자 대표팀 감독의 후임으로 취임한 이후 잉글랜드 여자 대표팀 감독 데뷔전인 북마케도니아와의 2023년 FIFA 여자 월드컵 유럽 지역 예선 D조 1차전에서 8-0 대승으로 장식하며 기분 좋게 출발했고 이후 2022년 아널드 클라크컵에서 팀의 우승을 이끌었다.
그리고 2022년 7월 6일부터 31일까지 개최된 UEFA 여자 유로 2022 본선에서 개최국인 잉글랜드의 남녀 대표팀 통틀어 사상 첫 유로 대회 제패이자 잉글랜드 남자 대표팀의 유일한 메이저 대회 우승인 1966년 FIFA 월드컵 이후 56년만의 메이저 대회 우승의 새 역사를 만들었고 이와 함께 본인도 2017년 조국인 네덜란드를 여자 유로 대회 정상으로 이끈 데 이어 5년 뒤 잉글랜드마저 여자 유로 대회 정상 등극을 이끌어내면서 두 개최국을 동시에 여자 유로 대회 정상으로 이끈 감독이라는 진기록까지 자신의 것으로 만들었다.
그 후 2023년 FIFA 여자 월드컵 본선 6경기에서 5승 1무의 성적으로 1966년 FIFA 월드컵에서 우승을 차지한 잉글랜드 남자 대표팀 이후 무려 57년만의 월드컵 결승 진출을 이끌었지만 결승에서 신흥 강호 스페인에 0-1로 아쉽게 석패하며 57년만의 잉글랜드 남녀 대표팀 월드컵 우승 문턱에서 고배를 마셨다.

## 수상

### 클럽 (선수)
KFC '71
- 여자 KNVB컵 : 우승 (1986-87)

 노스캐롤라이나  타 힐스
- NCAA 디비전 1 여자 축구 선수권 대회 : 우승 (1989)

테르 레이더
- 호프트클라서 프라우언 : 우승 (2000-01, 2002-03)
- 여자 KNVB컵 : 우승 (2000-01)

### 클럽 (지도자)
테르 레이더
- 호프트클라서 프라우언 : 우승 (2006-07)
- 여자 KNVB컵 : 우승 (2006-07)

ADO 덴하흐
- 에레디비시 프라우언 : 우승 (2011-12), 준우승 (2008-09, 2009-10, 2010-11), 4위 (2007-08)
- 여자 KNVB컵 : 우승 (2011-12, 2012-13), 4강 (2010-11)

### 국가대표팀 (지도자)
네덜란드 (여자)
- FIFA 여자 월드컵 : 준우승 (2019)
- UEFA 유럽 여자 축구 선수권 대회 : 우승 (2017)

 잉글랜드 (여자)
- FIFA 여자 월드컵 : 준우승 (2023)
- UEFA 여자 축구 선수권 대회 : 우승 (2022, 2025)
- 아널드 클라크컵 : 우승 (2022)

### 개인
- 더 베스트 FIFA 풋볼 어워드 최우수 여자 감독 : 2017, 2020
- 오라녜나사우 훈장 5등급 : 2017
- 국제축구역사통계연맹 최우수 여자 감독 : 2020